# Bettingen, Basel-Stadt
Bettingen (schweizertyska: Bettige) är en ort och kommun i kantonen Basel-Stadt i Schweiz. Kommunen har 1 294 invånare (2023).
Kommunen är den enda landskommunen i kantonen Basel-Stadt. Grannkommuner är Riehen i Basel-Stadt och Grenzach-Wyhlen och Inzlingen i det tyska förbundslandet Baden-Württemberg.

## Bebyggelse

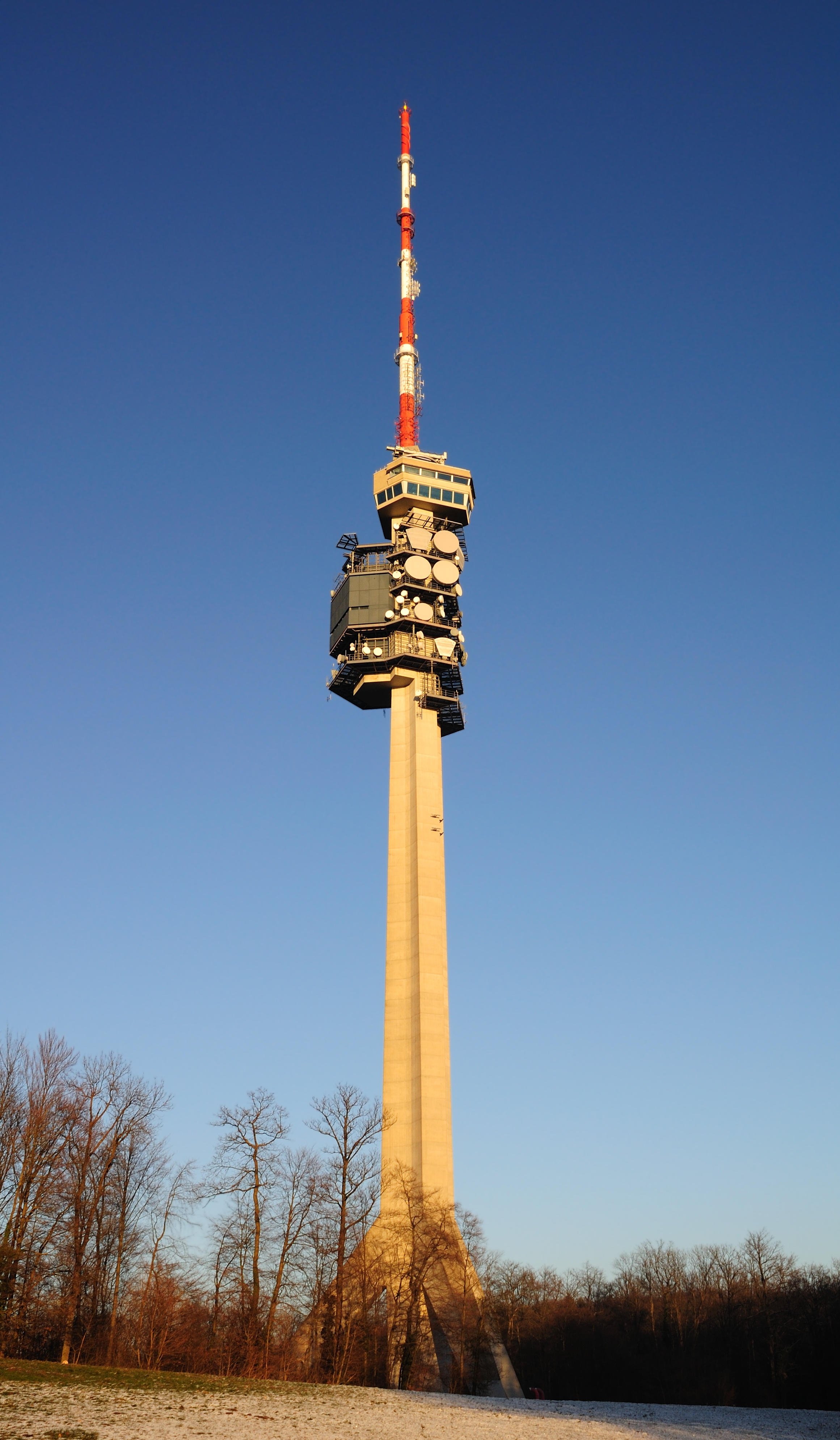
Tv-tornet på Chrischonahöjden.

Kommunen består av två i grunden olika bosättningar: den ena är den egentliga Dorf Bettingen, en alemannsk storgård (Hofsiedlung), vilket framgår tydligt av den typiska namnändelsen -ingen. På andra sidan finns de beaktansvärda husgrupperna på Chrischonahöhe runtom den tidigare vallfärdskyrkan. Denna bebyggelse går tillbaka på Christian Friedrich Spittlers bildande av pilgrimsmissionen år 1840.
Redan 1356 uppfördes ett gudstjänsthus på St. Chrischona, som ska ha byggts på den plats där enligt legenden stoftet efter Heiliga Chrischona ligger. 1925 utvidgades hussamlingen med diakonisshus och ett vårdhem; söder därom finns Chrischonakliniken som Basels borgerskap lätt bygga mellan 1963 och 1965.
Bettingens mest markanta punkt är Swisscoms tv-mast på St. Chrischona som togs i bruk 1984. Den är med 250 meter den högsta fritt stående byggnadsverket i Schweiz och står på kantonens högsta punkt.